# Pompeo Posar
Pompeo Posar (italská výslovnost: [pomˈpeːo]; 21. února 1921, Terst – 5. dubna 2004, Chicago) byl americký fotograf zaměstnaný u časopisu Playboy, pro který fotografoval mnoho pilotních i doprovodných fotografií dívek oceněných jako playmate měsíce. Zejména byl zodpovědný za dívku měsíce z prosince 1968 Cynthie Myers a listopadu 1975 Janet Lupo.

## Knihy a časopisy
- Playboy: Portfolio: Pompeo Posar (prosinec 1976)
- Playboy Magazine: Playmates Forever! part two (duben 1984)
- Playboy Special Edition: Playboy's Pompeo Posar a portfolio of beautiful women (1985)